# Clevelandellidae
Famille
Les Clevelandellidae sont une famille de Ciliés de la classe des Heterotrichea et de l’ordre des Heterotrichida.

## Étymologie
Le nom de la famille vient du genre type Clevelandella, dédié à l'entomologiste et protistologiste L. R. Cleveland .

## Description
Les Clevelandellidae sont des Heterotrichida complètement ciliées qui se rétrécissent vers le pôle antérieur (aboral). Une zone de membranelles s'étend dans le péristome en forme d'entonnoir jusqu'au pharynx.

## Distribution
Cette famille comprend deux genres, Clevelandella et Paraclevelandia, représentés par des espèces parasites du tube digestif des cafards des bois Panesthia (en).

## Liste des genres
Selon GBIF (27 octobre 2022) :
- Clevelandella Kidder, 1938[3]
  - Espèce type  Clevelandia panesthiae[note 3]

Selon The Taxonomicon (21 janvier 2023) :
- Clevelandella Kidder, 1938
- Metaclevelandella Uttangi & Desai, 1963
- Paraclevelandia Kidder, 1937

## Systématique
La famille des Clevelandellidae a été créée en 1938 par le protozoologiste américain George Wallace Kidder (d) (1902-1996).
Le nom du genre type a oscillé entre Clevelandella et Clevelandia :
- Clevelandella est un nom de substitution du problématique Clevelandia. Homonyme senior (de seulement seize jours !) de Clevelandella Resser, 1938, nom d'un genre de trilobites fossiles.
- Clevelandia Kidder, 1937 est un homonyme du genre de poissons Clevelandia Eigenmann & Eigenmann, 1888 et un synonyme objectif de Clevelandella Kidder, 1938.